# Халкидон (станция, Приморский край)
Халкидо́н — населённый пункт (тип: железнодорожная станция) в Черниговском районе Приморского края, входит в состав Сибирцевского городского поселения

## География
В двух километрах западнее станции находится село Халкидон, до находящейся южнее станции Сибирцево — 8 км.

## История
Открыта станция в 1940 году.

## Население
| 2002 | 2008 | 2010 |
| ---- | ---- | ---- |
| 43   | ↘36  | ↘21  |

## Улицы
В населённом пункте имеется одна улица: ул. Полевая.

## Инфраструктура
Путевое хозяйство. Действует электрифицированная железнодорожная станция Халкидон на линии Хабаровск — Владивосток.

## Транспорт
Автомобильная дорога к станции Халкидон идёт на запад от расположенного на трассе «Уссури» села Высокое, расстояние около 2 км, до районного центра Черниговка (на север) около 16 км.

## Известные уроженцы
- Скорик, Пётр Иосифович (1919—1996) — советский шахтёр, Герой Социалистического Труда.